# مايكل هندرسون
مايكل هندرسون (بالإنجليزية: Michael Henderson)‏ هو عازف بيس ومغني أمريكي، ولد في 1951 في يازو سيتي في الولايات المتحدة.

## وصلات خارجية
- مايكل هندرسون على موقع IMDb (الإنجليزية)
- مايكل هندرسون على موقع ميوزك برينز (الإنجليزية)
- مايكل هندرسون على موقع أول ميوزيك (الإنجليزية)
- مايكل هندرسون على موقع ديسكوغز (الإنجليزية)